# François Le Fort
François Le Fort, auch: Franz Lefort (* 2. Januarjul. / 12. Januar 1656greg. in Genf; † 2. Märzjul. / 12. März 1699greg. in Moskau), war ein Vertrauter des Zaren Peter I. und der erste russische Admiral. Der Genfer gilt als einer der Organisatoren der kaiserlich-russischen Marine.

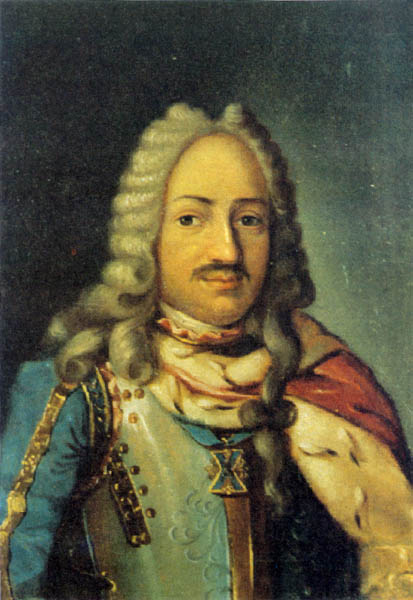
François Le Fort

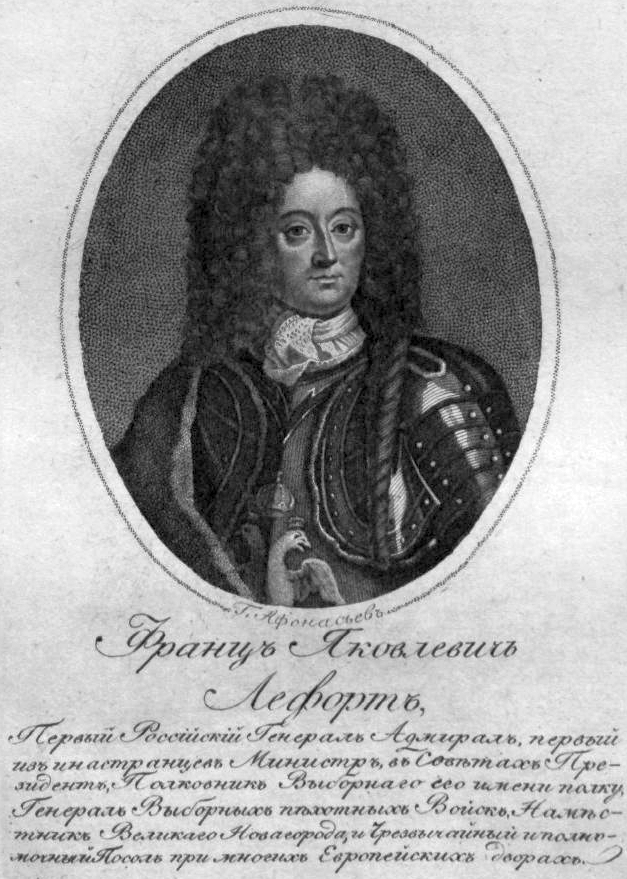
François Le Fort, Beschriftung des Stiches russisch

## Leben
Die Familie Le Fort waren Hugenotten, die aus dem Piemont nach Genf geflüchtet waren und dort als Kaufleute zu Wohlstand und Ansehen gekommen waren.
François Le Fort, Sohn des Kaufmanns und Drogisten Jacques Le Fort und Françoise Lect, Tochter des Generalstaatsanwalts Pierre Lect, war der jüngere Bruder von Ami Le Fort. 1678, während des Russisch-Türkischen Krieges (1676–1681), heiratete er Elisabeth Souhay, Tochter von Francois Souhay, einem französischen Oberst im Dienst des Zaren.
Da der Vater für ihn eine Laufbahn als Kaufmann vorgesehen hatte, verließ Le Fort 1672 als 16-Jähriger das elterliche Haus für eine Handelslehre in Marseille. 1674 begann er als 18-Jähriger seine Militärkarriere als Offizier, zunächst in holländischen Diensten. Er kämpfte in den Niederlanden gegen Franzosen und begab sich im Juli 1675 über Archangelsk nach Moskau. Hier wusste er sich in den Kreisen der Ausländer in der deutschen Vorstadt (Nemezkaja sloboda) ein gewisses Ansehen zu erwerben. Bis 1678 arbeitete er als Sekretär des dänischen Gesandten. Schon zu Ende der Regierung des Zaren Fjodor III. trat Le Fort in russische Dienste. Nach Beendigung des Krieges gegen die Hohe Pforte reiste er in seine Heimatstadt Genf, wo er am 13. April 1682 ankam und für einen Monat blieb. Auf der Rückreise nach Moskau erfuhr er in Bernburg vom Tod des Zaren Fjodor III. Während der Regentschaft Sophias (1682–89) erfreute er sich der Gunst des Hauptleiters der russischen Staatsangelegenheiten, des Fürsten Wassili Golizyn. Er wurde 1683 Oberstleutnant, 1687 Oberst und nahm an den Krimfeldzügen 1687 und 1689 teil.
Der 17-jährige Peter Alexejewitsch lernte Le Fort nach der Staatsumwälzung des Jahrs 1689 kennen. Durch geselliges Talent, vielseitige Bildung, Uneigennützigkeit und unbedingte Hingebung an den jungen Zaren erwarb Le Fort dessen innige Freundschaft. Als guter Freund und Trinkbruder hatte er einen grossen Einfluss auf Peter. In Moskau veranstaltete er rauschende Feste, wofür ihm der Zar einen Palast zur Verfügung stellte, der rund 1.500 Personen Platz bot. Wer in Russland Rang und Namen hatte, fand sich hier ein. Alkohol floss in Strömen; in diesem wilden Treiben fand Peter die Entspannung, die er suchte.
In Peters Diensten machte Le Fort eine glänzende Karriere, die keineswegs nur auf seinen geselligen Qualitäten beruhte.
1693 reorganisierte François Le Fort im Rang eines Generals die russische Armee und schuf die russische Flotte, was ihm im September 1694 den Admiralsrang einbrachte. Er war der erste russische Admiral und stand Peter dem Großen auch während der Feldzüge (1695 und 1696) nach Asow als Ratgeber und Heerführer zur Seite. Während der zweiten Asow-Kampagne von 1696 gegen die Türken, stellten die Russen zum ersten Mal zwei Linienschiffe, vier Brander, 23 Galeeren und 1300 Strugi, die auf dem Woronesch-Fluss als Kanonenruderboot gebaut worden waren, in Dienst. Nach der Besetzung der Festung Asow, legte der Zar der Duma einen Bericht über den Feldzug vor, die daraufhin am 20. Oktober 1696 den Beschluss zum Aufbau einer Marine fasste. Das Datum gilt als offizieller Geburtstag der regulären russischen Marine.
Eine Zeitlang vertrat Le Fort als Anführer der Großen Gesandtschaft die Interessen Russlands im Ausland. Er erhielt den Rang eines Großadmirals und den Titel Statthalter von Nowgorod und wurde Mitglied des russischen Adels. Am 10. Dezember 1698 erhielt Francois Le Fort durch ein Diplom Zar Peter I. die Erhebung in den Baronenstand und eine Verbesserung des angestammten Wappens.
Der Verkehr mit Männern wie Le Fort und Patrick Gordon liess in dem Zaren den Wunsch entstehen, Westeuropa genauer kennenzulernen und Russland dem Einfluss der abendländischen Kultur zu erschließen sowie politische Bündnisse und Handelsbeziehungen zu knüpfen. 1697 stand Le Fort an der Spitze der russischen Gesandtschaft Peters, mit der der Zar inkognito das Ausland besuchte und die auch durch Mecklenburg führte. Die Reise lieferte Albert Lortzing 1837 den Stoff für seine Oper Zar und Zimmermann.
Auch die Gründung der neuen Hauptstadt Sankt Petersburg am finnischen Meerbusen durch den Zaren erfolgte nach Plänen Le Forts, der dies jedoch nicht mehr erlebte. Er starb 1699 kurz nach seiner Rückkehr nach Russland an einem Fieber im Alter von 43 Jahren. Es gilt als erwiesen, dass übermässiger Alkoholgenuss für den frühen Verfall seiner Gesundheit mitverantwortlich ist. Peter ordnete für ihn ein Staatsbegräbnis mit allen erdenklichen Ehren an. Trotz der großen geografischen Entfernung zu seiner Heimat bemühte sich François Le Fort immer um deren Interessen und unterstützte seine Familie. Der Zar wurde Pate seines Sohnes Peter. Von ihm leitete sich die Familiengewohnheit ab, jedem Kind der Le Forts den Namen Peter bzw. Petrea den anderen Vornamen hinzuzufügen. Da der Patensohn des Zaren früh verstarb, adoptierte François Le Fort den Sohn seines ältesten Bruders Ami. In einem Empfehlungsschreiben teilte der Zar Peter I. dem Genfer Rat mit, dass er Pierre Le Fort, Sohn des Staatsrats Ami Le Fort und Neffe des Admirals François Le Fort, empfangen habe. Er bat den Rat, die Erziehung von Henri Le Fort (1684–1703), einem nach Genf geschickten weiteren Sohn von François Le Fort, zu vollenden.

## Ehrungen
Ein Stadtviertel östlich vom Zentrum Moskaus trägt auch heute noch den Namen Lefortowo. Das berüchtigte Lefortowo-Gefängnis für politische Häftlinge hat seinen Namen nach dem Viertel bekommen.